# Rodolphe Seeldrayers
Rodolphe William Seeldrayers (Düsseldorf, 16. prosinca 1876.) je četvrti predsjednik FIFA-e od 1954. do 1955. godine. Seeldrayers je bio aktivan član mnogih belgijskih sportskih organizacija. Preminuo je 7. listopada 1955. u Bruxellesu u Belgiji.

## Životopis

### Rane godine
Rođen 1876. u Düsseldorfu u Njemačkoj, R.W. Seeldrayers je studirao pravo na Université Libre de Bruxelles (hr:Slobodno sveučilište u Bruxellesu), gdje je počeo sa sportskim aktivnostima. S 19 godina, postao je jednim od osnivača Union royale belge des Sociétés de football association (URBSFA), ili Belgijska kraljevska unija nogometnih organizacija. Kasnije je odabran kao počasni član. 1927. godine, postao je potpredsjednik FIFA-e.
1899. godine, Seeldrayers je započeo karijeru sportskog novinara u magazinu "La vie sportive", (hr:Sportski život), pisao je kolumnu pod pseudonimom Spectator. Deset godina kasnije, osnovao je nacionalni odbor za fizičko obrazovanje koji se spojio s belgijskim olimpijskim odborom. 1946. godine, zasjeo je na čelo odbora, nasljedivši princa Alberta de Lignea.

### Djelovanje
1920. godine, postao je tehnički tajnik Olimpijskih igrara u Antwerpenu. Seeldrayers je osnovao mnoge organizacije: Golf klub "Waterloo" (1923.), nogometni klub "Ixelles" (koji se spojio u "Racing Club of Brussels") te Anglo-Belgijski kriket klub. Drugi svjetski rat je usporio njegove aktivnosti, ali ga nije zaustavio: kao član Belgijskog Olimpijskog Odbora tijekom okupacije, zauzeo je se za belgijski sport. Na kraju Rata, postao je članom Međunarodnog olimpijskog odbora za prve posljeratne igre, 1946. godine.
U početku 1955. godine, općepoštovani francuz Jules Rimet je dao ostavku na mjesto predsjednika FIFA-e, pa je predsjednikom postao njegov potpredsjednik, R. W. Seeldrayers. Ova Rimetova predaja mjesta predsjednika Seeldrayersu, kao i utakmice Svjetskog prvenstva 1954., po prvi put je prikazivano na televiziji. Veliko poštovanje prema Julesu Rimetu, rezultiralo je, 25. srpnja 1946., prijedlogom na FIFA-inom kongresu da se promijeni ime trofeja FIFA SP-a u "Jules Rimet". Za vrijeme njegovog mandata, FIFA je brojila 85 članova i slavila je pedesetu godišnjicu.
Mnogo godina, pitanje amaterizma je postavljalo problem. S razvojem sporta, pojava profesionalizma je počela postavljati pitanje, treba li ih stavljati u osnovni koncept Olimpijskih igara, jer je Pierre de Coubertin to htio. Nakon mnogih debata, osnovana je odbor za amaterizam, vođen od strane Međunarodnog olimpijskog odbora. Rodolphe Seeldrayers je također sudjelovao u njemu. Na kraju, odbor je predao izvješće 1947. godine, na sjednici u Stockholmu. Između ostalog, uključivala je definiciju amaterizma; zahtijevala je da budući sudionici Olimpijskih igara potpišu deklaraciju o potvrdi da su i oni jednom bili amateri; i predlagala je da se osnuje stalni odbor, sastavljen od tri člana MOO-a i od izaslanika iz svake zemlje članice. Ali, problem nije bio zaboravljen.
Za vrijeme predsjedanja FIFA-om, Seeldrayers se suočio s još jednim problemom: FIFA-i je se prigovaralo dopuštanje "lažnim" amaterima sudjelovanje u natjecanju u Helsinkiju, iako je u FIFA bila upoznata s definicijom amaterizma, zbog Seeldrayersa osobno, tadašnjeg potpredsjednika MOO-a. Problem je složen, uz odluku koje će se utakmice igrati na velikim sportskim događajima.
Svjestan važnosti ovog problema, Seeldrayers je ostao vjeran svojem pogledu na sport. Za njega, "s olimpijskog pogleda, sport je teoretski jedino moguć, kad ga igraju amateri." Njegovo mišljenje nije spriječilo profesionalne igrače, koji su bili odani duhu poštene i "fair-play" igre,  da ga poštuju. Iako je on vidio korištenje sporta za komunističku propagandu, razumio je i odobrio ovu pojavu u određenoj mjeri. Njegovo mišljenje je bilo da je sport ključni element socialne organizicije.

### Smrt
Rodolphe William Seeldrayers je preminuo 7. listopada 1955., godinu dana nakon njegova izbora za predsjednika FIFA-e zbog bolesti. Njegov sprovod je bio poluslužben zbog odluke vlade. Postumno je izabran za člana MOO-a. Kasnije je odlučeno da se ovakav izbor više neće davati postumno.

## Vanjske poveznice
- FIFA-ini predsjednički izbori  Arhivirana inačica izvorne stranice od 8. travnja 2010. (Wayback Machine), FIFA.com
- FIFA - Povijest - Predsjednici  Arhivirana inačica izvorne stranice od 14. svibnja 2012. (Wayback Machine), FIFA.com